# Cuộc chiến hậu cung
Cuộc chiến hậu cung/Queen: Love and War hay Selection: The War Between Woman (tiếng Triều Tiên: 간택 - 여인들의 전쟁, RR: Gantaek - Yeoindeuleui Jeonjaeng, Giản Trạch - Cuộc chiến giữa các hậu cung) là phim cổ trang truyền hình Hàn Quốc năm 2020 với sự tham gia của các diễn viên nổi tiếng như Jin Se-yeon, Kim Min-kyu, Do Sang-woo, Lee Yeol-eum, và Lee Si-eon. Bộ phim được trình chiếu trên đài truyền hình TV Chosun mỗi thứ bảy bà chủ nhật hàng tuần vào lúc 22:50 theo múi giờ Hàn Quốc từ ngày 14 tháng 12 năm 2019.

## Nội dung
Kang Eun-ki, chị gái sinh đôi của Kang Eun-bo (Jin Se-yeon) là tân vương phi đã bị sát hại vào ngày lễ thân nghênh. Để tìm ra kẻ giết chết chị mình, Eunbo quyết định nhập cung làm phi tần. Lee Kyung (Kim Min-kyu) là một vị vua trẻ và thông minh, anh đã đem lòng yêu Eunbo, cùng với khả năng sở hữu giấc mơ tiên tri có được sau khi hồi sinh từ cõi chết, anh vô tình bị cuốn vào những âm mưu và rắc rối.

## Phân vai

### Nhân vật chính
- Jin Se-yeon vai Kang Eun-bo / Kang Eun-gi[1]
  - Choi Myung-bin vai Eun-bo / Kang Eun-gi lúc nhỏ
- Kim Min-kyu vai Lee Kyung[1]
- Do Sang-woo vai Lee Jae-hwa[1]
- Lee Yeol-eum vai Jo Young-ji[1]
- Lee Si-eon vai Wal/Mal[1]

### Nhân vật phụ

#### Nhân vật xoay quanh Kang Eun Bo
- Um Hyo-sup vai Baek Ja-yong
- Lee Yoon-gun vai Hong Gi-ho
- Lee Ki-young vai Kang I-soo
- Choo Soo-bin vai Yeo Wul
- Lee Kan-hee vai mẹ Eun-bo và Eun-gi

#### Nhân vật xoay quanh Lee Kyung
- Kim Bum-jin vai Han Mo[3]
- Ahn Se-ha vai Hwang Thái giám[4]

#### Nhân vật xoay quanh Young-ji
- Lee Jae-yong vai Jo Heung-gyeon

#### Nhân vật Hoàng gia
- Jung Ae-ri vai Đại vương đại phi
- Jo Eun-sook vai Vương đại phi

#### Gia tộc nhà họ Kim
- Son Byong-ho vai Kim Man-chan
- Lee Yoo-young vai Kim Song-yi
- Yoon Ki-won vai Kim Hyung-chan

#### Những nhân vật khác
- Jo Mi-nyeo vai Ye-sil
- Song Ji-woo vai Jong Hee[5]
- Go Yoon vai Gae-pyung
- Kim Joo-yeong vai Dan-yeong
- Kim Tae-yool
- Seo Kyung-hwa vai Thượng cung họ Jeong
- Han Da-mi vai Yeog

## Nhạc phim

### Part 1
| Ngày phát hành: 15 tháng 12 năm 2019 | Ngày phát hành: 15 tháng 12 năm 2019   | Ngày phát hành: 15 tháng 12 năm 2019 | Ngày phát hành: 15 tháng 12 năm 2019 | Ngày phát hành: 15 tháng 12 năm 2019 | Ngày phát hành: 15 tháng 12 năm 2019 |
| STT                                  | Nhan đề                                | Phổ lời                              | Phổ nhạc                             | Penyanyi                             | Thời lượng                           |
| ------------------------------------ | -------------------------------------- | ------------------------------------ | ------------------------------------ | ------------------------------------ | ------------------------------------ |
| 1.                                   | "Cold Wind" (찬바람결에 흩어져 가듯이) | Lee Ji-yong Oaro                     | Mad Finger Oaro                      | Sojung (Ladies' Code)                | 3:17                                 |
| 2.                                   | "Cold Wind" (Inst.)                    |                                      | Mad Finger Oaro                      |                                      | 3:17                                 |
| Tổng thời lượng:                     | Tổng thời lượng:                       | Tổng thời lượng:                     | Tổng thời lượng:                     | Tổng thời lượng:                     | 6:34                                 |

### Part 2
| Ngày phát hành: 21 tháng 12 năm 2019 | Ngày phát hành: 21 tháng 12 năm 2019 | Ngày phát hành: 21 tháng 12 năm 2019 | Ngày phát hành: 21 tháng 12 năm 2019 | Ngày phát hành: 21 tháng 12 năm 2019 | Ngày phát hành: 21 tháng 12 năm 2019 |
| STT                                  | Nhan đề                              | Phổ lời                              | Phổ nhạc                             | Penyanyi                             | Thời lượng                           |
| ------------------------------------ | ------------------------------------ | ------------------------------------ | ------------------------------------ | ------------------------------------ | ------------------------------------ |
| 1.                                   | "Time, Please" (시간아 제발)         | Kim Won                              | Kim Won                              | Kim Kyung-rok (V.O.S)                | 4:05                                 |
| 2.                                   | "Time, Please" (Inst.)               |                                      | Kim Won                              |                                      | 4:05                                 |
| Tổng thời lượng:                     | Tổng thời lượng:                     | Tổng thời lượng:                     | Tổng thời lượng:                     | Tổng thời lượng:                     | 9:10                                 |

### Part 3
| Ngày phát hành: 29 tháng 12 năm 2019 | Ngày phát hành: 29 tháng 12 năm 2019 | Ngày phát hành: 29 tháng 12 năm 2019 | Ngày phát hành: 29 tháng 12 năm 2019 | Ngày phát hành: 29 tháng 12 năm 2019 | Ngày phát hành: 29 tháng 12 năm 2019 |
| STT                                  | Nhan đề                              | Phổ lời                              | Phổ nhạc                             | Penyanyi                             | Thời lượng                           |
| ------------------------------------ | ------------------------------------ | ------------------------------------ | ------------------------------------ | ------------------------------------ | ------------------------------------ |
| 1.                                   | "The Last Time" (마지막이라고)       | Victory (필승불패) Jar (항아리)      | Victory (필승불패) Laconic           | Jung Yi-han (The Nuts)               | 3:57                                 |
| 2.                                   | "The Last Time" (Inst.)              |                                      | Victory (필승불패) Laconic           |                                      | 3:57                                 |
| Tổng thời lượng:                     | Tổng thời lượng:                     | Tổng thời lượng:                     | Tổng thời lượng:                     | Tổng thời lượng:                     | 7:54                                 |

### Part 4
| Ngày phát hành: 4 tháng 1 năm 2020 | Ngày phát hành: 4 tháng 1 năm 2020 | Ngày phát hành: 4 tháng 1 năm 2020 | Ngày phát hành: 4 tháng 1 năm 2020 | Ngày phát hành: 4 tháng 1 năm 2020 | Ngày phát hành: 4 tháng 1 năm 2020 |
| STT                                | Nhan đề                            | Phổ lời                            | Phổ nhạc                           | Penyanyi                           | Thời lượng                         |
| ---------------------------------- | ---------------------------------- | ---------------------------------- | ---------------------------------- | ---------------------------------- | ---------------------------------- |
| 1.                                 | "Goodbye Shade" (이별그늘)         | Victory (필승불패) Jar (항아리)    | Victory (필승불패) 1L2L            | The Brothers                       | 3:52                               |
| 2.                                 | "Goodbye Shade" (Inst.)            |                                    | Victory (필승불패) 1L2L            |                                    | 3:52                               |
| Tổng thời lượng:                   | Tổng thời lượng:                   | Tổng thời lượng:                   | Tổng thời lượng:                   | Tổng thời lượng:                   | 7:44                               |

### Part 5
| Ngày phát hành: 11 tháng 1 năm 2020 | Ngày phát hành: 11 tháng 1 năm 2020 | Ngày phát hành: 11 tháng 1 năm 2020 | Ngày phát hành: 11 tháng 1 năm 2020 | Ngày phát hành: 11 tháng 1 năm 2020 | Ngày phát hành: 11 tháng 1 năm 2020 |
| STT                                 | Nhan đề                             | Phổ lời                             | Phổ nhạc                            | Penyanyi                            | Thời lượng                          |
| ----------------------------------- | ----------------------------------- | ----------------------------------- | ----------------------------------- | ----------------------------------- | ----------------------------------- |
| 1.                                  | "Sick Love" (사랑아 아픈 사랑아)    | Victory (필승불패) Jar (항아리)     | Victory (필승불패) Laconic          | 12DAL                               | 3:20                                |
| 2.                                  | "Sick Love" (Inst.)                 |                                     | Victory (필승불패) Laconic          |                                     | 3:20                                |
| Tổng thời lượng:                    | Tổng thời lượng:                    | Tổng thời lượng:                    | Tổng thời lượng:                    | Tổng thời lượng:                    | 6:40                                |

### Part 6
| Ngày phát hành: 18 tháng 1 năm 2020 | Ngày phát hành: 18 tháng 1 năm 2020 | Ngày phát hành: 18 tháng 1 năm 2020           | Ngày phát hành: 18 tháng 1 năm 2020   | Ngày phát hành: 18 tháng 1 năm 2020 | Ngày phát hành: 18 tháng 1 năm 2020 |
| STT                                 | Nhan đề                             | Phổ lời                                       | Phổ nhạc                              | Penyanyi                            | Thời lượng                          |
| ----------------------------------- | ----------------------------------- | --------------------------------------------- | ------------------------------------- | ----------------------------------- | ----------------------------------- |
| 1.                                  | "Come" (잠깐 나와줄래)              | Victory (필승불패) Yook Sang-hui Jar (항아리) | Victory (필승불패) Yook Sang-hui 1L2L | Ki Hyun                             | 3:24                                |
| 2.                                  | "Come" (Inst.)                      |                                               | Victory (필승불패) Yook Sang-hui 1L2L |                                     | 3:24                                |
| Tổng thời lượng:                    | Tổng thời lượng:                    | Tổng thời lượng:                              | Tổng thời lượng:                      | Tổng thời lượng:                    | 6:48                                |

### Part 7
| Ngày phát hành: 25 tháng 1 năm 2020 | Ngày phát hành: 25 tháng 1 năm 2020 | Ngày phát hành: 25 tháng 1 năm 2020           | Ngày phát hành: 25 tháng 1 năm 2020             | Ngày phát hành: 25 tháng 1 năm 2020 | Ngày phát hành: 25 tháng 1 năm 2020 |
| STT                                 | Nhan đề                             | Phổ lời                                       | Phổ nhạc                                        | Penyanyi                            | Thời lượng                          |
| ----------------------------------- | ----------------------------------- | --------------------------------------------- | ----------------------------------------------- | ----------------------------------- | ----------------------------------- |
| 1.                                  | "Farewell" (그까짓 이별)            | Victory (필승불패) Yook Sang-hui Jar (항아리) | Victory (필승불패) Yook Sang-hui Lee Dong-young | Baek Sun-nyeo                       | 3:40                                |
| 2.                                  | "Farewell" (Inst.)                  |                                               | Victory (필승불패) Yook Sang-hui Lee Dong-young |                                     | 3:40                                |
| Tổng thời lượng:                    | Tổng thời lượng:                    | Tổng thời lượng:                              | Tổng thời lượng:                                | Tổng thời lượng:                    | 7:20                                |

### Part 8
| Ngày phát hành: 1 tháng 2 năm 2020 | Ngày phát hành: 1 tháng 2 năm 2020                         | Ngày phát hành: 1 tháng 2 năm 2020 | Ngày phát hành: 1 tháng 2 năm 2020 | Ngày phát hành: 1 tháng 2 năm 2020 | Ngày phát hành: 1 tháng 2 năm 2020 |
| STT                                | Nhan đề                                                    | Phổ lời                            | Phổ nhạc                           | Penyanyi                           | Thời lượng                         |
| ---------------------------------- | ---------------------------------------------------------- | ---------------------------------- | ---------------------------------- | ---------------------------------- | ---------------------------------- |
| 1.                                 | "You Can't Turn Around Like This" (이렇게 돌아서면 안돼요) | Victory (필승불패) Jar (항아리)    | Victory (필승불패) 1L2L            | CherryBerry                        | 3:32                               |
| 2.                                 | "You Can't Turn Around Like This" (Inst.)                  |                                    | Victory (필승불패) 1L2L            |                                    | 3:32                               |
| Tổng thời lượng:                   | Tổng thời lượng:                                           | Tổng thời lượng:                   | Tổng thời lượng:                   | Tổng thời lượng:                   | 7:04                               |

## Rating
Trong bảng dưới đây, số liệu màu xanh dùng để chỉ tập có lượt xem thấp nhất và cao nhất với những số liệu màu đỏ.
| Ep.       | Ngày công chiếu      | Rating tổng quát | Rating tổng quát |
| Ep.       | Ngày công chiếu      | AGB Nielsen      | AGB Nielsen      |
| Ep.       | Ngày công chiếu      | Hàn Quốc         | Seoul            |
| --------- | -------------------- | ---------------- | ---------------- |
| 1         | 14 tháng 12 năm 2019 | 2,557%           | 2,668%           |
| 2         | 15 tháng 12 năm 2019 | 2,873%           | 2,779%           |
| 3         | 21 tháng 12 năm 2019 | 2,556%           | 2,436%           |
| 4         | 22 tháng 12 năm 2019 | 3,642%           | 3,537%           |
| 5         | 4 tháng 1 năm 2019   | 3,328%           | 3,011%           |
| 6         | 5 tháng 1 năm 2019   | 4,266%           | 4,605%           |
| 7         | 11 tháng 1 năm 2019  | 3,355%           | 3,082%           |
| 8         | 12 tháng 1 năm 2019  | 4,143%           | 4,206%           |
| 9         | 18 tháng 1 năm 2019  | 3,986%           | 4,219%           |
| 10        | 19 tháng 1 năm 2019  | 4,248%           | 4,323%           |
| 11        | 25 tháng 1 năm 2019  | 2,846%           | 3,037%           |
| 12        | 26 tháng 1 năm 2019  | 4,075%           | 4,358%           |
| 13        | 1 tháng 2 năm 2019   | 4,537%           | 4,403%           |
| 14        | 2 tháng 2 năm 2019   | 4,577%           | 4,270%           |
| 15        | 8 tháng 2 năm 2019   |                  |                  |
| 16        | 9 tháng 2 năm 2019   |                  |                  |
| Tổng quát | Tổng quát            | %                | %                |